# Les Bugnenets-Savagnières
Les Bugnenets-Savagnières est une station de ski, située à proximité de la commune de Saint-Imier, dans le nord-est du massif du Jura, à cheval entre les cantons de Neuchâtel et de Berne, en Suisse.

## Domaine skiable
Le domaine, le plus vaste et aussi l'un des plus élevés du Jura suisse, est aménagé sur les pentes nord du Chasseral. Cinq téléskis principaux et trois plus courts desservent 35 kilomètres de pistes, en majorité de niveau rouge et noir. Les seules pistes de niveau bleu sont situées aux extrémités des deux lieux-dits des Bugnenets (sud) et Savagnières (nord), ainsi que sur le bas du domaine. De nombreuses possibilités de ski hors piste sont offertes en forêt.
Le domaine est aussi connu pour avoir vu grandir le champion du monde Didier Cuche.
Les Bugnenets-Savagnières ne disposent pas d'enneigeurs. La station est donc, du fait de son altitude très basse, fortement tributaire des précipitations naturelles.
Le domaine dispose de deux portes d'accès. L'une située sur territoire neuchâtelois à l'Ouest du domaine, Les Bugnenets. L'autre située sur territoire bernois, à l'Est du domaine, Les Savagnières.
Le parking des Savagnières est situé à proximité immédiate des remontées mécaniques. Le parking des Bugnenets est quant à lui situé de part et d'autre de la route principale. Un skibus relie le domaine à Saint-Imier, un autre à Neuchâtel, en desservant le Val-de-Ruz.